# Tepelenë (stad)
Tepelenë ([tɛpɛlɛn(ə)]; bepaalde vorm: Tepelena) is een stad (bashki) in het zuidoosten van Albanië. De stad telt 9000 inwoners (2011); het ligt in de prefectuur Gjirokastër tegen de Griekse grens. Tepelenë ligt hoog op een plateau op de linkeroever van de Vjosërivier, nabij de samenvloeiing met de Drinos, en is vooral bekend als geboorteplaats van Ali Pasja, een pasja die tijdens de Turkse overheersing grote delen van het huidige Albanië en Griekenland controleerde.
Het mineraalwater Tepelene dat in de stad wordt gebotteld wordt in heel Albanië verkocht en naar het buitenland uitgevoerd.

## Bestuurlijke indeling
Administratieve componenten (njësitë administrative përbërëse) na de gemeentelijke herinrichting van 2015 (inwoners tijdens de census 2011 tussen haakjes):
Kurvelesh (705) • Lopës (723) • Qendër Tepelenë (3179) • Tepelenë (4342).
De stad wordt verder ingedeeld in 25 plaatsen: Beçisht, Bënçë, Dhëmblan, Dorëz, Dragot, Dukaj, Gusmar, Hormovë, Kodër, Lab Martalloz, Lekdush, Lekël, Luzat, Mamaj, Matohasanaj, Mezhgoran, Nivicë, Peshtan, Progonat, Rexhin, Salari, Sinanaj, Tepelenë, Turan, Veliqot.

## Sport
Voetbalclub KF Tepelena komt uit in de Kategoria e Dytë, Albaniës derde nationale klasse. De vereniging werd opgericht in 1945 en heeft haar thuisbasis in het Stadiumi Sabaudin Shehu, dat plaats biedt aan 2000 toeschouwers.

## Geboren
- Ali Pasja (1741-1822), Ottomaans pasja
- Tafil Buzi (1792-1844), rebellenleider tijdens de Ottomaanse overheersing
- Isuf Kalo (1942), medicus
- Valentina Leskaj (1948), minister van Werk en Sociale Welvaart
- Gramoz Ruçi (1952), fractieleider in het parlement
- Muhedin Targaj (1955), voetballer
- Foto Strakosha (1965), voetbaldoelman
- Zaho Balili ( 1951), Dichter, schrijver, rapsode en auteur van iso-polyfone liederen.

Belsh · Berat · Bulqizë · Cërrik · Delvinë · Devoll · Dibër · Dimal · Divjakë · Dropull · Durrës · Elbasan · Fier · Finiq · Fushë-Arrëz · Gjirokastër · Gramsh · Has · Himarë · Kamëz · Kavajë · Këlcyrë · Klos · Kolonjë · Konispol · Korçë · Krujë · Kuçovë  · Kukës · Kurbin · Lezhë · Libohovë · Librazhd · Lushnjë · Malësi e Madhe · Maliq · Mallakastër · Mat · Memaliaj · Mirditë · Patos · Peqin  · Përmet · Pogradec · Poliçan · Prrenjas · Pukë · Pustec · Roskovec · Rrogozhinë · Sarandë · Selenicë · Shijak · Shkodër · Skrapar · Tepelenë · Tirana · Tropojë · Vau i Dejës · Vlorë · Vorë

Deelgemeenten · Gemeenten · Prefecturen